# The Casualties
The Casualties – amerykańska grupa punkowa z Nowego Jorku, założona w 1990 r.
Grupa opisuje swoją muzykę jako "hardcore punk rock, który może powstać tylko w Nowym Jorku".
Zespół deklaruje przywiązanie do pierwotnych idei muzyki punk, ale przez część krytyków oceniane jest to jako wtórnie wykorzystywanie utartych schematów. Muzycy wyjaśniają, że celowo odwołują się w warstwie muzycznej, przekazu światopoglądowego i swojego wizerunku scenicznego do klasycznego obrazu ruchu punk ponieważ "w świecie, w którym za punk uznaje się takich wykonawców jak Avril Lavigne, czy Good Charlotte, warto przypomnieć ludziom na czym to naprawdę polega".
Zespół siedmiokrotnie wystąpił w Polsce: 16 maja 2004 w Łodzi w klubie "Dekompresja" zagrał wspólnie z grupami Abaddon i Bulbulators, 14 stycznia 2007 w Gdyni w klubie "Ucho" – ten koncert odbył się w ramach trasy "Under Attack" European Tour, oraz 10 stycznia 2010 we Wrocławiu w klubie "Alibi". 21 listopada 2012 zespół zagrał koncert w Krakowie w klubie "Kwadrat". W 2015 zagrali dwa koncerty w Polsce; 5 października w warszawskiej ''Progresji'' i 6 października w klubie ''Alibi'', który znajduje się we Wrocławiu. W roku 2019 zespół wystąpił w dniu 1 sierpnia na małej scenie festiwalu Pol'and'Rock Festival (dawniej Przystanek Woodstock). W 2023 roku zagrali w Bielsku-Białej na wydarzeniu "Nacjonalizm? Nie, dziękuje".

## Skład
Aktualnie zespół tworzą:
- David Rodriguez – wokalista (od 2017)
- Rick Lopez – gitara basowa (od 1999)
- Jake Kolatis – gitara prowadząca (od 1993)
- Marc "Meggers" Eggers – perkusja (od 1995)

Z zespołem występowali również:
- Jorge Herrera – wokalista (1990–2017)
- Colin – wokalista (1990–1994)
- Hank – gitara basowa (1990–1992)
- Fred – gitara prowadząca (1992–1993)
- Marie – gitara basowa (1992–1993)
- Mike – gitara basowa (1993–1997)
- Jon – gitara basowa (1997–1999)
- Yureesh – perkusja (1990–1994)
- Shawn – perkusja (1993–1994)
- Mehdi – gitara basowa (1999)

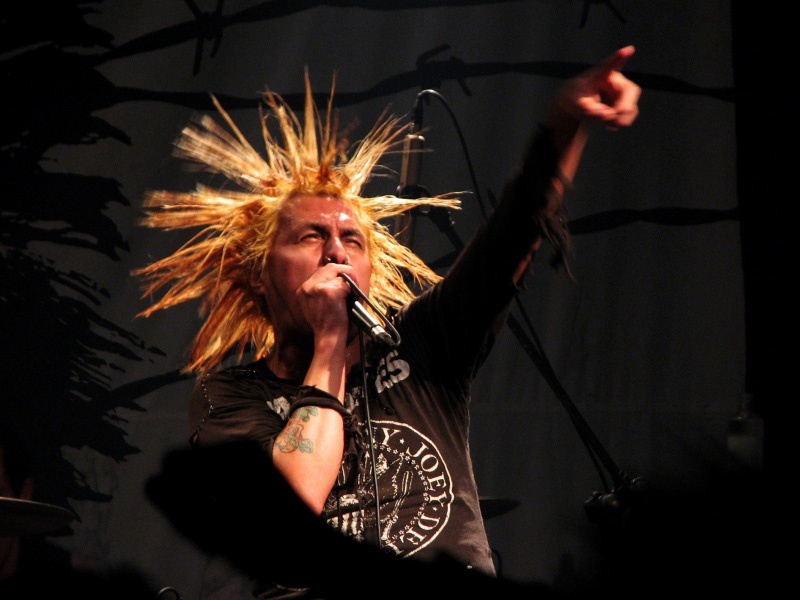
Jorge
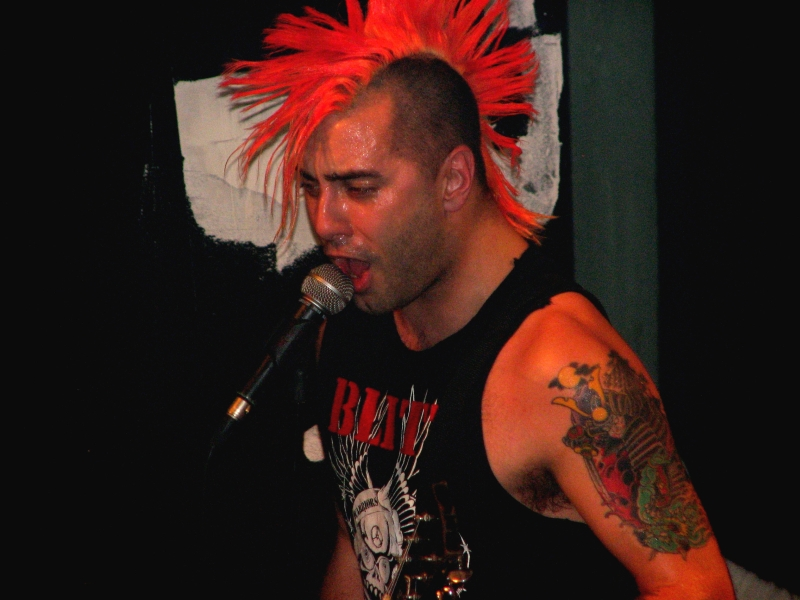
Jake
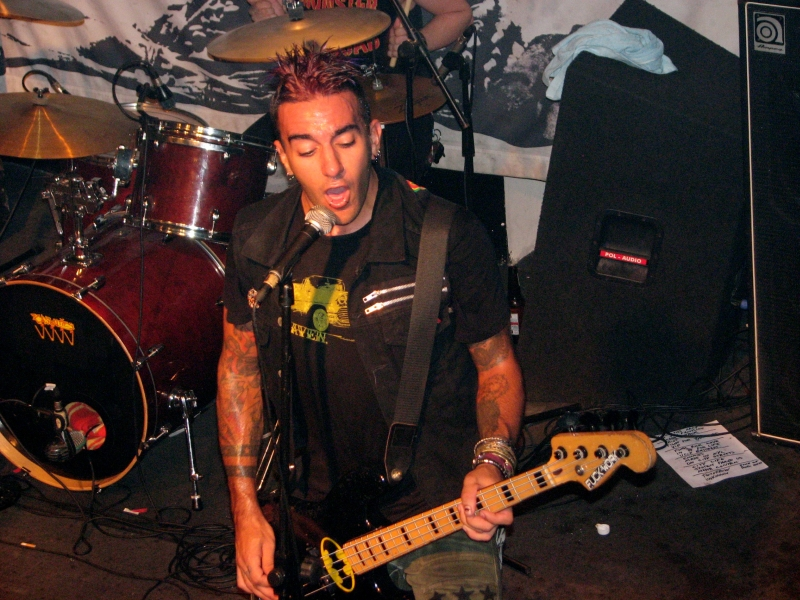
Rick
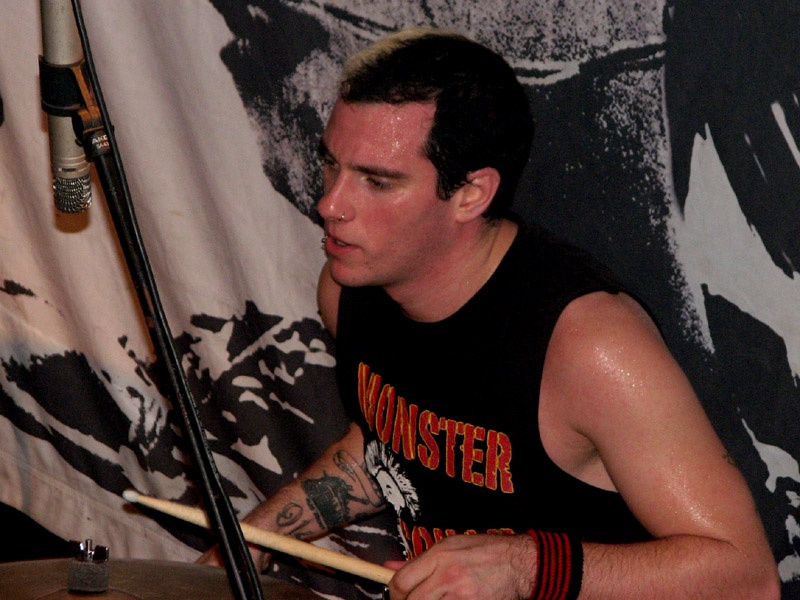
Meggers

## Dyskografia
Albumy studyjne:
- 1997 For The Punx
- 1998 Underground Army
- 2000 Stay Out Of Order
- 2001 The Early Years: 1990–1995
- 2001 Die Hards
- 2004 On The Front Line
- 2005 En La Lina De En Frente[6]
- 2006 Under Attack
- 2007 Made in N.Y.C.
- 2009 We Are All We Have
- 2012 Resistance
- 2016 Chaos Sound

EPki:
- 1992 40 Oz. Casualty
- 1993 Drinking Is Our Way Of Life
- 2000 Who's In Control?